# 브라이언 윌리엄스

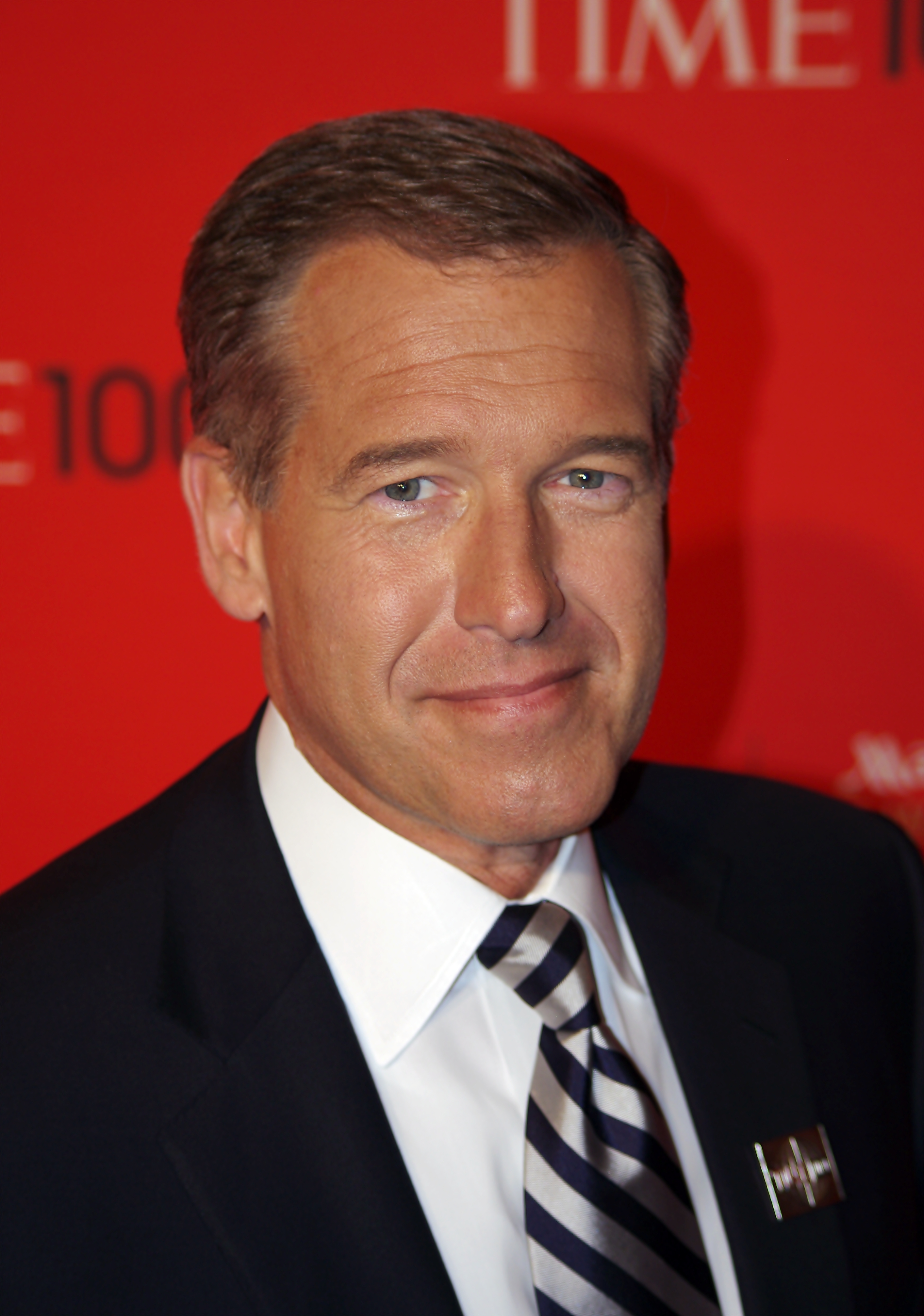
브라이언 윌리엄스

브라이언 더글러스 윌리엄스(Brian Douglas Williams, 1959년 5월 5일 ~ )는 미국 NBC의 저녁 뉴스 프로그램 《NBC 나이틀리 뉴스》의 앵커이자 편집장이다. 배우 앨리슨 윌리엄스의 아버지이다.